# Washington Parish
Washington Parish is een parish in de Amerikaanse staat Louisiana.
De parish heeft een landoppervlakte van 1.734 km² en telt 43.926 inwoners (volkstelling 2000). De hoofdplaats is Franklinton.